# Rewizjonizm
Zasugerowano, aby ten artykuł podzielić na różne artykuły.

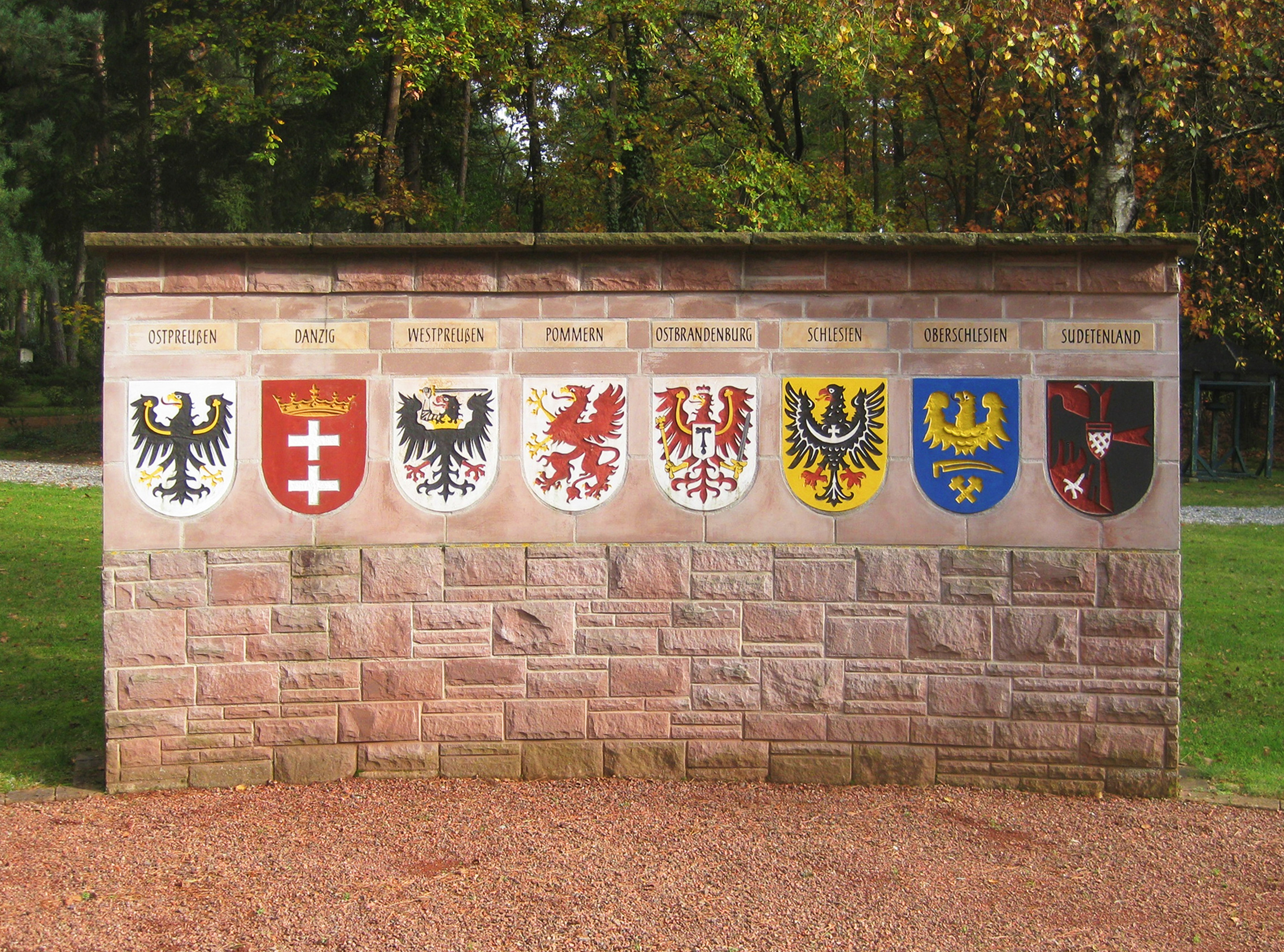
Cmentarz w Bielefeld. Herby ziem utraconych przez Niemcy po II wojnie światowej. Na rzecz Polski i ZSRR: Prusy Wschodnie, na rzecz Polski: Gdańsk, Prusy Zachodnie, Pomorze, Brandenburgia Wschodnia, Dolny Śląsk, Górny Śląsk i na rzecz Czechosłowacji: Kraj Sudetów

Rewizjonizm (łac. revisio – ponowne widzenie) – dążenie do zmiany określonego stanu rzeczy, poglądów. Ponowne rozpatrywanie ustalonych wniosków, ocenianie faktów według innych kryteriów. Rewizjonizm danego zagadnienia następuje po pewnym czasie (najczęściej jedno lub więcej pokoleń).
- Użycie pojęcia rewizjonizm w odniesieniu do programu politycznego jest w zasadzie neutralne, jego ocena zależy od politycznego punktu widzenia w danym kontekście. Np. rewizjonizm syjonistyczny – prawicowy nurt ruchu syjonistycznego, którego twórcą był Władimir Żabotyński.
- Rewizjonizm w ruchu robotniczym to kierunek ideologiczny powstały w XIX wieku. Jego teoretykiem był Eduard Bernstein. Postulował zmianę podejścia do zasad marksizmu – w istocie kwestionował jego główne idee: rewolucję społeczną oraz dyktaturę proletariatu. Dał w zasadzie początek socjaldemokracji. To kierunek odrzucający marksistowską teorię walki klas i rewolucyjnego obalenia kapitalizmu na rzecz jego stopniowych przemian na drodze demokratycznych reform, czyli reformizmu.
- W propagandzie komunistycznej rewizjonizm był zarzutem najczęściej wysuwanym wobec wszelkich odchyleń od aktualnie obowiązującej oficjalnej linii rządzącej partii. Na przykład mianem rewizjonistów określano dysydentów w łonie PZPR; osobliwe natężenie użycia tego słowa miało miejsce w latach 1967–1968; zob. także „Chamy i Żydy”.
- Rewizjonizm w stosunkach międzynarodowych oznacza dążenie do zmiany obecnej sytuacji międzynarodowej, ponownego zawarcia umów między państwami na innych warunkach. Szczególnie dotyczy to umów pokojowych i terytorialnych. W praktyce jest eufemizmem stosowanym dla rewanżyzmu (np. rewizjonizm niemiecki po I wojnie światowej).
- Rewizjonizm w historiografii oznacza pogląd, tezę, spojrzenie na pewne zagadnienie, radykalnie odbiegające od ogólnie przyjętych. Jeśli w wyniku naukowej dyskusji prezentowane „rewizjonistyczne” poglądy przyjęte zostaną przez większość badaczy następuje zmiana przyjętego paradygmatu.
- Termin rewizjonizm historyczny jest również wykorzystywany często (przez zwolenników) dla twierdzenia, że przyjęta powszechnie wersja holocaustu jest albo w dużym stopniu przesadzona, albo jest całkowitym fałszerstwem. Przeciwnicy używają raczej określenia negacjonizm, rewizjonizm polityczny, lub Kłamstwo oświęcimskie. Kluczowym punktem sporu o nazewnictwo jest określenie czy negacjonizm/rewizjonizm (w kontekście Holocaustu) jest stanowiskiem naukowym, czego – jak dotąd bezskutecznie – domagają się jego zwolennicy. Krytycy zaś zaliczają go do spiskowych teorii dziejów. Także u niemieckich neonazistów istnieje pogląd, który obwinia Polskę za wybuch II wojny światowej.
Rewizjonizm Holocaustu należy do szerszego nurtu rewizjonistycznego, który zmierza do zrelatywizowania odpowiedzialności za II wojnę światową i do przedstawienia innego obrazu tego konfliktu. W myśl opinii rewizjonistów należy jakoby umniejszyć winę Niemiec i ich sojuszników, a szereg zbrodni i nadużyć przypisać Aliantom Zachodnim, Związkowi Radzieckiemu i Polsce. Do autorów, którzy prezentują takie stanowisko należy brytyjski publicysta David Irving, a także znany z błyskotliwie spisanych wspomnień belgijski generał Waffen SS, kolaborujący z III Rzeszą, Léon Degrelle. Tezy te rozpowszechniane są również w Polsce, za pomocą przekładów książek i artykułów. Opinie swoje rewizjoniści przedstawiają jako rzekomo oczywiste fakty, a zawodowych historyków oskarżają o tzw. konformizm wobec demokracji zachodnich. Sami zaliczają się do tzw. nurtu nonkonformistycznego.
- Rewizjonizm Katynia (tzw. „Kłamstwo Katyńskie”) jest stosunkowo popularny w Rosji. Jednym z takich rewizjonistów jest Jurij Muchin, który twierdzi, że dokumenty, potwierdzające odpowiedzialność NKWD za zbrodnię katyńską, zostały sfałszowane przez Michaiła Gorbaczowa i Aleksandra Nikołajewicza Jakowlewa. Inny publicysta Władysław Szwed w książce „Tajemnice Katynia” kwestionuje liczbę ofiar zbrodni i głosi, że polscy oficerowie nie zginęli w Katyniu, a żyli na Syberii. Rosyjski rewizjonizm krytykuje oficjalną wersję katyńskiej tragedii jako „ideologiczne przygotowanie do wymuszenia na Rosji miliardowych rekompensat za zabicie polskich oficerów”.
- W literaturze mianem rewizjonizmu określa się czasem inne niż tradycyjne przedstawienie znanych postaci (np. w powieści Kiriłła Jeśkowa „Ostatni Władca Pierścienia”, gdzie inaczej niż we „Władcy Pierścieni” J.R.R. Tolkiena pozytywną stroną jest Mordor).